# Юнацький чемпіонат Європи з футболу (U-19) 2018
Чемпіонат Європи з футболу 2018 серед юнаків до 19 років — 17-й розіграш чемпіонату Європи з футболу серед юнаків до 19 років і 67-й, якщо враховувати всі юнацькі чемпіонати. Чемпіонат відбувся у Фінляндії з 16 по 29 липня 2018 року.
В цьому турнірі мають право брати участь гравці, що народилися після 1 січня 1999 року.

## Кваліфікація
Відбірковий турнір до фінальної частини Чемпіонату Європи з футболу 2018 складався з двох раундів:
- Кваліфікаційний раунд: 3 жовтня — 14 листопада 2017 року
- Елітний раунд: 21 березня — 27 березня 2018 року

У кваліфікаційному раунді брали участь 53 команди (Фінляндія автоматично потрапила до фінальної частини на правах господаря турніру, Іспанія та Португалія автоматично пройшли в елітний раунд як команди з найвищим коефіцієнтом), які були поділені на 13 груп по 4 команди. В елітний раунд вийшли переможці груп, команди, що зайняли другі місця, і одна найкраща команда серед тих, що посіли треті місця.
В елітному раунді взяли участь 28 команд, які були поділені на 7 груп по 4 команди. Переможці груп вийшли у фінальну частину.

## Учасники
| Країни     | Кваліфікація       | Попередні турніри                                         |
| ---------- | ------------------ | --------------------------------------------------------- |
| Фінляндія  | Господарі          | 0 (дебют)                                                 |
| Норвегія   | Переможець Групи 1 | 3 (2002, 2003, 2005)                                      |
| Англія     | Переможець Групи 2 | 9 (2002, 2003, 2005, 2008, 2009, 2010, 2012, 2016, 20171) |
| Італія     | Переможець Групи 3 | 5 (2003, 2004, 2008, 2010, 2016)                          |
| Україна    | Переможець Групи 4 | 4 (2004, 20091, 2014, 2015)                               |
| Португалія | Переможець Групи 5 | 9 (2003, 2006, 2007, 2010, 2012, 2013, 2014, 2016, 2017)  |
| Франція    | Переможець Групи 6 | 9 (2003, 2005, 2007, 2009, 2010, 2012, 2013, 2015, 2016)  |
| Туреччина  | Переможець Групи 7 | 5 (2004, 2006, 2009, 2011, 2013)                          |

1 Жирним виділено чемпіонські роки. Курсивом перемоги на домашніх чемпіонатах.

## Місця проведення
Турнір пройшов у двох містах Фінляндії Вааса і Сейняйокі.
| Сейняйокі        | Вааса            |
| ---------------- | ---------------- |
| ОмаСП            | Гіеталагті       |
| Місткість: 6,000 | Місткість: 6,000 |
|                  |                  |

## Груповий етап

### Група A
| М  | Команда    | І | В | Н | П | МЗ | МП | РМ | О |
| -- | ---------- | - | - | - | - | -- | -- | -- | - |
| 1. | Італія     | 3 | 2 | 1 | 0 | 5  | 3  | +2 | 7 |
| 2. | Португалія | 3 | 2 | 0 | 1 | 8  | 4  | +4 | 6 |
| 3. | Норвегія   | 3 | 1 | 1 | 1 | 5  | 6  | −1 | 4 |
| 4. | Фінляндія  | 3 | 0 | 0 | 3 | 2  | 7  | −5 | 0 |

| 16 липня 2018 15:00 (UTC+3) |

| Норвегія     | 1–3      | Португалія                  |
| ------------ | -------- | --------------------------- |
| Маркович 82' | Протокол | Трінкао 24', 90+3' Луїш 41' |

| «Гіеталагті» (Вааса) Арбітр: Мануель Шюттенгрубер (Австрія) |

| 16 липня 2018 20:00 (UTC+3) |

| Фінляндія | 0–1      | Італія       |
| --------- | -------- | ------------ |
|           | Протокол | Дзаніоло 41' |

| «Гіеталагті» (Вааса) Арбітр: Хуан Мартінес Мунуера (Іспанія) |

| 19 липня 2018 18:30 (UTC+3) |

| Фінляндія                        | 2–3      | Норвегія                                |
| -------------------------------- | -------- | --------------------------------------- |
| Вертайнен 30' (пен.) Юлятупа 53' | Протокол | Хауге 11' Ботхейм 90' Борхгревінк 90+2' |

| «ОмаСП» (Сейняйокі) Арбітр: Жонатан Лардо (Бельгія) |

| 19 липня 2018 20:30 (UTC+3) |

| Португалія        | 2–3      | Італія                               |
| ----------------- | -------- | ------------------------------------ |
| Луїш 69' Кіна 89' | Протокол | Капоне 52' Скамакка 78' Фраттезі 84' |

| «Гіеталагті» (Вааса) Арбітр: Бартош Франковський (Польща) |

| 22 липня 2018 18:30 (UTC+3) |

| Португалія                      | 3–0      | Фінляндія |
| ------------------------------- | -------- | --------- |
| Філіпе 20' Гоміш 33' Джуй 90+4' | Протокол |           |

| «Гіеталагті» (Вааса) Арбітр: Сандро Шерер (Швейцарія) |

| 22 липня 2018 18:30 (UTC+3) |

| Італія  | 1–1      | Норвегія          |
| ------- | -------- | ----------------- |
| Кен 83' | Протокол | Голанд 62' (пен.) |

| «ОмаСП» (Сейняйокі) Арбітр: Ендрю Даллас (Шотландія) |

### Група В
| М  | Команда   | І | В | Н | П | МЗ | МП | РМ | О |
| -- | --------- | - | - | - | - | -- | -- | -- | - |
| 1. | Україна   | 3 | 2 | 1 | 0 | 4  | 2  | +2 | 7 |
| 2. | Франція   | 3 | 2 | 0 | 1 | 11 | 2  | +9 | 6 |
| 3. | Англія    | 3 | 1 | 1 | 1 | 4  | 8  | −4 | 4 |
| 4. | Туреччина | 3 | 0 | 0 | 3 | 2  | 9  | −7 | 0 |

| 17 липня 2018 18:30 (UTC+3) |

| Туреччина          | 2–3      | Англія                                   |
| ------------------ | -------- | ---------------------------------------- |
| Ялчин 2' Гючлю 57' | Протокол | Танганга 22' Бреретон 45+2' Емблетон 54' |

| «ОмаСП» (Сейняйокі) Арбітр: Сандро Шерер (Швейцарія) |

| 17 липня 2018 20:30 (UTC+3) |

| Франція    | 1–2      | Україна                   |
| ---------- | -------- | ------------------------- |
| Гітане 23' | Протокол | Цітаішвілі 13' Булеца 86' |

| «Гіеталагті» (Вааса) Арбітр: Ендрю Даллас (Шотландія) |

| 20 липня 2018 18:30 (UTC+3) |

| Україна     | 1–1      | Англія       |
| ----------- | -------- | ------------ |
| Супряга 39' | Протокол | Таверньєр 8' |

| «ОмаСП» (Сейняйокі) Арбітр: Мануель Шюттенгрубер (Австрія) |

| 20 липня 2018 20:30 (UTC+3) |

| Туреччина | 0–5      | Франція                                                         |
| --------- | -------- | --------------------------------------------------------------- |
|           | Протокол | Гітане 2' Гуірі 22', 34' Діабі 58' Мікаель Кюїзанс 90+2' (пен.) |

| «Гіеталагті» (Вааса) Арбітр: Хуан Мартінес Мунуера (Іспанія) |

| 23 липня 2018 18:30 (UTC+3) |

| Україна   | 1–0      | Туреччина |
| --------- | -------- | --------- |
| Булеца 8' | Протокол |           |

| «ОмаСП» (Сейняйокі) Арбітр: Жонатан Лардо (Бельгія) |

| 23 липня 2018 18:30 (UTC+3) |

| Англія | 0–5      | Франція                                   |
| ------ | -------- | ----------------------------------------- |
|        | Протокол | Аліуї 28', 56' Гуірі 63', 69' Маоліда 41' |

| «Гіеталагті» (Вааса) Арбітр: Бартош Франковський (Польща) |

## Плей-оф
|  | Півфінали        | Півфінали  |   |  | Фінал                | Фінал |  |
|  |                  |            |   |  |                      |       |  |
|  | 26 липня – Вааса |            |   |  |                      |       |  |
|  | Італія           | 2          |   |  |                      |       |  |
|  | Франція          | 0          |   |  |                      |       |  |
|  |                  |            |   |  |                      |       |  |
|  |                  |            |   |  | 29 липня – Сейняйокі |       |  |
|  |                  |            |   |  | Італія               | 3     |  |
|  |                  | Португалія | 4 |  |                      |       |  |
|  |                  |            |   |  |                      |       |  |
|  |                  |            |   |  |                      |       |  |
|  |                  |            |   |  |                      |       |  |
|  | 26 липня – Вааса |            |   |  |                      |       |  |
|  | Україна          | 0          |   |  |                      |       |  |
|  | Португалія       | 5          |   |  |                      |       |  |

### Кваліфікація на чемпіонат світу
| 26 липня 2018 13:00 (UTC+3) |

| Норвегія                           | 3–0      | Англія |
| ---------------------------------- | -------- | ------ |
| Ботхейм 75' Маркович 86' Хауге 89' | Протокол |        |

| «ОмаСП» (Сейняйокі) Арбітр: Бартош Франковський (Польща) |

### Півфінали
| 26 липня 2018 15:00 (UTC+3) |

| Україна | 0–5      | Португалія                                 |
| ------- | -------- | ------------------------------------------ |
|         | Протокол | Корреа 2' Філіпе 19', 21' Трінкао 28', 30' |

| «Гіеталагті» (Вааса) Арбітр: Мануель Шюттенгрубер (Австрія) |

| 26 липня 2018 19:00 (UTC+3) |

| Італія             | 2–0      | Франція |
| ------------------ | -------- | ------- |
| Капоне 27' Кен 30' | Протокол |         |

| «Гіеталагті» (Вааса) Арбітр: Жонатан Лардо (Бельгія) |

### Фінал
| 29 липня 2018 19:30 (UTC+3) |

| Італія                     | 3–4 (дч) | Португалія                                 |
| -------------------------- | -------- | ------------------------------------------ |
| Кен 75', 76' Скамакка 107' | Протокол | Філіпе 45+1', 104' Трінкао 72' Корреа 109' |

| «ОмаСП» (Сейняйокі) Арбітр: Хуан Мартінес Мунуера (Іспанія) |

| Чемпіон Європи 2018  |
| -------------------- |
| Португалія 4-й титул |

## Символічна збірна турніру
Технічні спостерігачі УЄФА Ярмо Матікайнен (Фінляндія) і Ласло Соло (Угорщина) обрали символічну збірну турніру:
| Стартовий склад (4-5-1): Воротар - Алессандро Пліццарі Захисники - Рауль Белланова - Ромен Коррейя - Давіде Беттелла - Рубен Вінагре Півзахисники - Мікаель Кюїзанс - Флорентіну Луїш - Сандро Тоналі Вінгери - Жоау Філіпе - Мусса Діабі Нападник - Владислав Супряга | Запасні: Воротар - Єванн Діуф Польові гравці - Тьєррі Коррейя - Трево Чалоба - Домінгуш Кіна - Саку Юлятупа - Ніколо Дзаніоло - Сергій Булеца - Франсішку Трінкан - Мойзе Кен |